# Le Bourg-d'Hem
Le Bourg-d'Hem is een gemeente in het Franse departement Creuse (regio Nouvelle-Aquitaine) en telt 217 inwoners (2004). De plaats maakt deel uit van het arrondissement Guéret.

## Geografie
De oppervlakte van Le Bourg-d'Hem bedraagt 15,4 km², de bevolkingsdichtheid is 14,1 inwoners per km².
De onderstaande kaart toont de ligging van Le Bourg-d'Hem met de belangrijkste infrastructuur en aangrenzende gemeenten.

## Demografie
Onderstaande figuur toont het verloop van het inwonertal (bron: INSEE-tellingen).